# Final Fantasy Tactics A2: Grimoire of the Rift
'Final Fantasy Tactics Advance 2 Grimoire of the Rift' (ファイナルファンタジータクティクスＡ２封穴のグリモア Fainaru Fantajī Takutikusu Eitsū Fūketsu no Gurimoa?) (FFTA2) es un videojuego desarrollado por Square Enix para la consola Nintendo DS. Este título forma parte de la compilación de juegos "Ivalice Alliance" cuya historia se desarrolla en Ivalice, un mundo ficticio visto ya en otras entregas como Final Fantasy Tactics, Final Fantasy Tactics Advance, Final Fantasy XII y más recientemente en Final Fantasy XII: Revenant Wings.
FFTA2 fue lanzado en Europa y Estados Unidos el 24 de junio de 2008. Este juego se considera como la secuela directa de Final Fantasy Tactics Advance para Game Boy Advance.

## Trama
En esta nueva historia, tomamos el papel de Luso Clemens, un chico común y corriente que pensaba pasar sus vacaciones de verano de forma divertida, pero ese plan se va abajo cuando su maestro de escuela le da una reprimenda por su mal comportamiento en clase y lo envía a la biblioteca del colegio.
Allí Luso encuentra un antiguo libro, en el cual muchas páginas se encuentran en blanco y cuyo texto pide que se escriba el nombre de la persona que llenará las páginas restantes.
Es así como Luso, sin reflexionar demasiado, escribe su nombre en el espacio en blanco, y de repente una extraña magia lo rodea enviándolo a un lugar desconocido. Allí conoce a Cid, un extraño personaje que lo ayuda en su llegada a esas extrañas tierras con el nombre de Ivalice.
Sin muchas pistas de como llegar de nuevo a su hogar, Luso decide unirse al clan de Cid para realizar distintas misiones y buscar la forma de volver a casa, rellenando las hojas en blanco del libro, que resulta estar dotado de un gran poder mágico.

## Personajes
- Luso Clemens: El protagonista. Viaja al mundo de Ivalice por accidente al escribir su nombre en el libro mágico que ya vimos en Final Fantasy Tactics Advance. Allí se une al clan de Cid (llamado por defecto "Clan Galima") para buscar el camino de vuelta a casa. Es un chico carismático y solidario. A pesar de su valentía, tiene pánico a los fantasmas y almas en pena.

- Cid: No es el Cid que vimos en Final Fantasy Tactics Advance. Pertenece a la raza Revgaji, aunque desempeña oficios de Bangaa. Es una persona noble y justa. En el pasado, perteneció a una organización misteriosa llamada Khamja. Decide ayudar a Luso a devolverle a casa.

- Adel: Es una chica con apariencia de gato, disfrazada. Es conocida como "Adel, la gata", o simplemente "La gata". Al principio de la aventura, traerá problemas a los protagonistas, pero terminará cooperando con ellos y trabando amistad, a pesar de ser muy solitaria. Es una Dotada, un ser con un poder y cualidades muy superiores al resto de personas; gracias a esta cualidad puede dominar el oficio Legataria, pudiendo llegar a dominar las Artes Supremas.

- Lezaford: Es un experto Archimago, creador de los jueces y las leyes de Ivalice. Ayudará a los protagonistas varias veces a lo largo de la aventura gracias a su gran sabiduría, tiene una conexión especial con el Grimorio que Luso posee.

- Zan: Este Moguri es un Bardo, y puede desempeñar este mismo oficio. Se une al clan tras escuchar la historia de Luso y promete componerle una canción sobre ello. Es el hermano pequeño de Montblanc y Nono, de Final Fantasy Tactics Advance.

- Montblanc: Este moguri reaparece como personaje jugable en esta nueva entrega, tras aparecer como consejero y amigo de Marche en Final Fantasy Tactics Advance y como líder del prestigioso Clan Centurio en Final Fantasy XII, es el mayor de seis hermanos moguris entre ellos Zan y Nono y Ivan.

- Vaan: Este Pirata del aire vuelve a hacer aparición en un Final Fantasy, esta vez como personaje secundario jugable. Aparece también como personaje principal en Final Fantasy XII y en la secuela Final Fantasy XII: Revenant Wings, por su fama le han salido hasta imitadores.

- Penelo: Aparece como personaje secundario jugable en esta entrega. Al igual que Vaan aparece en Final Fantasy XII y en la secuela Final Fantasy XII: Revenant Wings. A pesar de ser conocida como Pirata del aire está haciendo conocerse como Bailarina (del que es su oficio). Al igual que a Vaan, le han salido imitadores.

- Al-Cid: Uno de los Margrace, de la Casa Real de Rozaria. Vaan y Penelo contactan con él para pedirle información de Khamja. Este personaje es jugable y su clase u oficio es Agente.

- Yuen: Desempeña el oficio Verdugo Negro. Es la mano derecha de Ilua, que dispara un tiro a Cid en Grass durante la historia. Muere en uno de los enfrentamientos contra Ilua.

- Ilua: Posee el oficio Duelista Sombría. Es la dueña del segundo Grimorio y la jefa de Khamja. Su intención es adquirir el mayor poder posible para lo cual pretende abrir la brecha a otro mundo. No le afecta la muerte de Yuen, lo que da muestras de sus nulos sentimientos. Posiblemente Cid hubiera estado enamorado de ella, según comenta el propio Cid.

- Ezel Bérbier: Es el mismo Ezel de Final Fantasy Tactics Advance. Al completar cierta misión te da una tarjeta que permite salvar a tu Juez de Ilua. Aparece en algunas misiones más (las cuales consisten en llevarle un Éter hasta cierto lugar de los continentes de Ordalía y Roahl hasta llegar a Seleia, lugar del último enfrentamiento del juego contra Ilua, donde desaparece sin dejar rastro).

- Nukia: Un demonio gigante que surge de la brecha en la última misión. Es el último oponente del juego. Se compone de un Ojo (Nv. 50), una Garra (Nv. 49) y su Núcleo (Nv. 51). Destruiste su otra Garra en una misión anterior.

- Sr. Randell (Mewt): Es el bibliotecario del colegio de Luso, es el mismo Mewt de Final Fantasy Tactics Advance y por lo tanto el dueño del Grimorio del Abismo. Al contarle lo que te ha sucedido, te dice que también estuvo allí y vivió lo mismo.

- Frimelda: Apodada "La Esgrimidora Sublime". Su compañero la convirtió en zombi debido a la envidia de su arte con la espada hasta que tú le consigues devolver su forma humana. Si completas su serie de misiones te da las Plumas Del Ángel, que permiten invocar al Totema Artema.

- Bauen: Líder del prestigioso Clan Bauen, compuesto por una Furia, un Ilusionista y él mismo en un principio; tras completar cierta misión, también dispondrá de una Asesina. Con su ayuda debes derrotar a la Megatriz Kresta en varias ocasiones hasta acabar con ella en determinada misión.

- Wyz: Una Asesina a la que has de ayudar a ingresar en el Clan Bauen en una misión. Te concede el oficio Asesino en la misión "Wyz, asesina" tras demostrarle a Bauen que es apta para su clan.

- Maukis, el furtivo: Uno de los monarcas de Bicornio. Su intención es crear un mundo sin conflictos y para ello, desean derrocar a sus dirigentes. Tiene la habilidad de multiplicarse en seis contrincantes. Desempeña el oficio Ninja.

- Duke, el viperino: Uno de los monarcas de Bicornio. En un principio su intención era la misma que la del resto de Monarcas, pero se desvela como un traidor con la intención de acaparar todo el poder.

- Alice, la cautiva: Uno de los monarcas de Bicornio. Su intención es crear un mundo sin conflictos y para ello, desean derrocar a sus dirigentes. Se denomina "la cautiva" ya que según ella, en un estado de cautiverio aumenta su fuerza. Debido a eso, en ocasiones empieza los combates con diversos estado negativos.

- Celeb, el nocturno: Uno de los monarcas de Bicornio. Su intención es crear un mundo sin conflictos y para ello, desean derrocar a sus dirigentes. Desempeña el oficio Trilero. Según parece, es una mujer aunque su apodo diga lo contrario. Se denomina "el nocturno" debido a que, según el (o ella) su calor corporal aumenta y con el su poder también si es de noche.

- Marche,(mewt): No aparece en el juego, solo Montblanc se refiere a él indirectamente cuando este es derrotado.

## Personajes nuevos
En este juego hay nuevas razas, que son los Seeqs y las Grías, pero estas razas no parten siendo de tu clan... entonces, ¿cómo tenerlos? Debido a que una de estas razas te pida entrar en tu clan es muy fácil, todo tiene su truco:
Yutolandia posee 4 estaciones: verano, invierno, otoño y primavera, durante el año que dura 240 días.
Los meses de verdarzo, Rojibril y Rosayo corresponden a la primavera.
Los meses de Amarunio, Dorulio y Platosto corresponden al verano.
Los meses de Ceniciembre, Azubre y Granabre corresponden al otoño.
Los meses de Violembre, Negrinero y Celebrero corresponden al invierno.
Estas son las pistas que nos da el juego para reclutar a más integrantes:
• Con el año nuevo, son muchos los Humes que deambulan por las inmediaciones del Bosque de Targo.
• La llegada de la primavera estimula a los Bangaas a pasear por la Colina Batiste.
• Los Nu Mous se dejan ver en el Pueblo de Grass durante la estación primaveral y los primeros días estivales.
• Con el calor del verano, es habitual oír el «¡kupó!» de los moguris en la Pradera de Bisga, lugar en que les gusta corretear.
• Las Vieras son más tranquilas… se detienen mucho en Camoa durante el otoño.
De acuerdo a esta información, deberíamos ir a los lugares nombrados durante la estación del año que se dice que está cierta raza.
Cabe recordar que para que sea más efectivo el reclutamiento de integrantes, hay que hacer que nuestro clan sea conocido; esto se hace realizando los exámenes, que se pueden tomar en la taberna, y ganando territorios en las subastas.
Existe otra forma, que es por medio de la misión "agente de colocaciones", que nos da la oportunidad de reclutar nuevos miembros después de una pequeña entrevista, ésta se lleva a cabo en el Bosque Targo y dependiendo de la época es la raza a la que pertenecen los candidatos.
Esta lista te muestra como contestar para llevarte el oficio que quieres. (Respuesta 1=A, Respuesta 2=B)
- Hume

```
AAAA Ladrón
AAAB Soldado
AABA Luchador
AABB Paladín
ABBA Ninja
ABBB Yojimbo
BAAA Mago negro
BAAB Arquero
BABA Mago azul
BABB Cazador
BBAB Mago blanco
BBBA Ilusionista
```

- Bangaa

```
AAAA Monje blanco
AAAB Alto monje
AABA Gladiador
ABBA Soldado dragón
BAAA Guerrero
BAAB Defensor
BBAA Artillero
BBAB Templario
BBBA Obispo
BBBB Trilero
```

- Nu mou

```
AAAA Ilusionista
AAAB Mago negro
AABA Sabio
ABAA Ocultista
ABBB Erudito
BAAA Mago blanco
BABA Alquimista
BABB Adiestrador
BBAA Mago temporal
```

- Moguri

```
AAAA Animista
AAAB Chocodomador
AABA Caballero moguri
ABAA Manitas
ABBA Mago negro
BAAB Artimago
BABA Mago temporal
BBAA Pistolero
BBBA Malabarista
BBBB Ladrón
```

- Viera

```
AAAA Arquero
AAAB Esgrimidor
AABB Esgrimago
ABAA Mago verde
ABAB Mago blanco
ABBA Mago rojo
BAAA Asesino
BABB Francotirador
BBAA Chaman
BBBA Invocador
```

- Seeq/Gría

```
AAAA Arpía
AAAB Vikingo
ABAB Lanista
ABBA Geomante
BAAB Furia
BABA Berserker
BBAB Trampero
BBBB Cazador
```

## Sistema de juego
Nuevamente volvemos a disponer de un sistema de juego basado en el ajedrez, nuestros combates se desarrollaran en una cuadrícula en la cual nuestros personajes y los enemigos se desplazaran. Por lo general nos veremos envueltos en luchas contra monstruos u otros clanes para lo que nuestros personajes deberán de estar preparados.

Una nueva inclusión, es que estaremos vigilados por un juez, que aparte de ser quien nos imponga las leyes, también nos dará beneficios en batalla (como más poder, rapidez etc.). Cabe destacar que al igual que en Final Fantasy Tactics, nos veremos regidos por leyes en cada pelea, que nos prohíben realizar cierta acción, aunque a diferencia de las leyes del anterior final, estas leyes si se rompen no resultaran en penalizaciones sino que en vez de eso el juez se retirara de la batalla, perdiendo el beneficio escogido y no se podrán revivir los personajes caídos.

## Sistema de oficios
Una cosa ya común de ver en todo Final Fantasy, y en especial en los Tactics, son los diferentes trabajos u oficios que nuestros personajes pueden adquirir, y que les permitirán usar distintos tipos de habilidades. Al igual que en su protosecuela, los oficios que cada personaje puede adquirir dependen de su raza (cosa que no se veía en el Final Fantasy Tactics original).
He aquí la lista de todos los oficios que podemos obtener divididos por razas:
Humes (Humanos)
- Soldado
- Ladrón
- Mago blanco
- Mago negro
- Arquero
- Paladín
- Luchador (se consigue tras la misión "El códice del luchador")
- Yojimbo (se consigue tras la misión "Clan Oriente")
- Ninja
- Ilusionista
- Mago azul
- Cazador
- Hechicero (se consigue tras la misión "¿Un gato grande?")

- Legataria: Solo Adel (tras derrotar a Lenart)
- Pirata Del Aire: Solo Vaan
- Agente: Solo Al-Cid
Nu mou
- Mago blanco
- Mago negro
- Adiestrador (se consigue tras la misión "El corazón del adiestrador")
- Mago temporal
- Ilusionista
- Alquimista
- Ocultista (se consigue tras la misión "Los Nus Nobles")
- Sabio
- Erudito (se consigue tras la misión "El consejo del erudito")

Viera
- Esgrimidor
- Mago blanco
- Mago verde (se consigue tras la misión "¿Nelgum...? ¿El verde...?")
- Chaman
- Arquero
- Esgrimago (se consigue tras la misión "¡Quiero ser esgrimaga!")
- Mago rojo (se consigue tras una misión)
- Asesino (se consigue tras la misión "Wyz, asesina")
- Francotirador
- Invocador

- Bailarina: Solo Penelo
Bangaa
- Guerrero
- Monje blanco
- Soldado Dragón (se consigue tras la misión "Kyura, soldado dragón")
- Defensor
- Gladiador
- Alto Monje (se consigue tras la misión "¡Banbanga!")
- Obispo
- Templario
- Artillero (se consigue tras la misión "Los Bangaas Bravos")
- Trilero (se consigue tras la misión "De trileros y triquiñuelas")

Seeq
- Trampero
- Lanista (se consigue tras la misión "El orgullo del lanista")
- Berseker
- Vikingo (se consigue tras la misión "¡ Aquí Don Torvo! )

Gría
- Cazador
- Arpía (se consigue tras la misión "El instrumento de la estrella")
- Furia (se consigue tras la misión "La furia")
- Geomante (se consigue,en las misiones Puerta de la Tierra, Puerta del Sol, Puerta del Agua, Puerta del Aire, puede que se llamen diferente pero la cosa es que es de los cuatro elemento principales)

Moogle (Moguri)
- Animista
- Ladrón
- Mago negro
- Caballero Mogu
- Malabarista
- Manitas
- Chocodomador (se consigue tras la misión "Popocho, chocodomador")
- Artimago (se consigue tras la misión "Cañonazos y kupós")
- Pistolero (se consigue tras la misión "Gogue-Mogu S.A.")

- Bardo: Solo Zan
(Consejo: Montblanc, que es uno de los hermanos de Zan, es un espectacular Mago Negro y llega a conseguir un gran potencial en el Ataque Mágico; se consigue tras hacer las misiones "Copa Camoa", "Copa Flosis" y "Un paso adelante")